# Villemoyenne
Villemoyenne és un municipi francès situat al departament de l'Aube i a la regió del Gran Est. L'any 2007 tenia 656 habitants.

## Demografia

### Població
El 2007 la població de fet de Villemoyenne era de 656 persones. Hi havia 246 famílies de les quals 38 eren unipersonals (13 homes vivint sols i 25 dones vivint soles), 83 parelles sense fills, 96 parelles amb fills i 29 famílies monoparentals amb fills.
La població ha evolucionat segons el següent gràfic:
Habitants censats

### Habitatges
El 2007 hi havia 274 habitatges, 249 eren l'habitatge principal de la família, 16 eren segones residències i 9 estaven desocupats. 270 eren cases i 1 era un apartament. Dels 249 habitatges principals, 209 estaven ocupats pels seus propietaris, 35 estaven llogats i ocupats pels llogaters i 5 estaven cedits a títol gratuït; 5 tenien dues cambres, 33 en tenien tres, 80 en tenien quatre i 130 en tenien cinc o més. 187 habitatges disposaven pel capbaix d'una plaça de pàrquing. A 86 habitatges hi havia un automòbil i a 147 n'hi havia dos o més.

### Piràmide de població
La piràmide de població per edats i sexe el 2009 era:
| Homes | Edats   | Dones |
| ----- | ------- | ----- |
| 0     | 95 o +  | 4     |
| 0     | 90 a 94 | 0     |
| 0     | 85 a 89 | 4     |
| 0     | 80 a 84 | 8     |
| 8     | 75 a 79 | 4     |
| 12    | 70 a 74 | 12    |
| 12    | 65 a 69 | 20    |
| 16    | 60 a 64 | 12    |
| 20    | 55 a 59 | 12    |
| 8     | 50 a 54 | 16    |
| 16    | 45 a 49 | 16    |
| 20    | 40 a 44 | 16    |
| 36    | 35 a 39 | 36    |
| 16    | 30 a 34 | 24    |
| 24    | 25 a 29 | 4     |
| 13    | 20 a 24 | 4     |
| 12    | 15 a 19 | 12    |
| 16    | 10 a 14 | 24    |
| 16    | 5 a 9   | 16    |
| 12    | 0 a 4   | 24    |

## Economia
El 2007 la població en edat de treballar era de 417 persones, 323 eren actives i 94 eren inactives. De les 323 persones actives 309 estaven ocupades (166 homes i 143 dones) i 14 estaven aturades (5 homes i 9 dones). De les 94 persones inactives 40 estaven jubilades, 28 estaven estudiant i 26 estaven classificades com a «altres inactius».

### Ingressos
El 2009 a Villemoyenne hi havia 273 unitats fiscals que integraven 722 persones, la mediana anual d'ingressos fiscals per persona era de 18.149 €.

### Activitats econòmiques
Dels 23 establiments que hi havia el 2007, 1 era d'una empresa de fabricació d'altres productes industrials, 7 d'empreses de construcció, 6 d'empreses de comerç i reparació d'automòbils, 1 d'una empresa de transport, 1 d'una empresa d'hostatgeria i restauració, 2 d'empreses immobiliàries, 2 d'empreses de serveis i 3 d'empreses classificades com a «altres activitats de serveis».
Dels 6 establiments de servei als particulars que hi havia el 2009, 1 era una fusteria, 3 lampisteries, 1 electricista i 1 restaurant.
L'any 2000 a Villemoyenne hi havia 9 explotacions agrícoles que ocupaven un total de 582 hectàrees.

## Equipaments sanitaris i escolars
El 2009 hi havia una escola elemental integrada dins d'un grup escolar amb les comunes properes formant una escola dispersa.

## Poblacions més properes
El següent diagrama mostra les poblacions més properes.